# Nahuel Herrera
Nahuel Herrera Viera (Rosario, 1º dicembre 2004) è un calciatore uruguaiano, difensore del Peñarol.

## Caratteristiche tecniche
È un difensore centrale.

## Carriera
Cresciuto nel vivaio del Peñarol, esordisce in prima squadra il 5 marzo 2023 in campionato, giocando da titolare la partita vinta per 2-1 contro il Dep. Maldonado.

## Statistiche

### Presenze e reti nei club
Statistiche aggiornate al 24 maggio 2025.
| Stagione        | Squadra         | Campionato      | Campionato | Campionato | Coppe nazionali | Coppe nazionali | Coppe nazionali | Coppe continentali | Coppe continentali | Coppe continentali | Altre coppe | Altre coppe | Altre coppe | Totale | Totale |
| Stagione        | Squadra         | Comp            | Pres       | Reti       | Comp            | Pres            | Reti            | Comp               | Pres               | Reti               | Comp        | Pres        | Reti        | Pres   | Reti   |
| --------------- | --------------- | --------------- | ---------- | ---------- | --------------- | --------------- | --------------- | ------------------ | ------------------ | ------------------ | ----------- | ----------- | ----------- | ------ | ------ |
| 2023            | Peñarol         | PD              | 5          | 0          | CU              | 1               | 0               | CS                 | 1                  | 0                  | -           | -           | -           | 7      | 0      |
| 2024            | Peñarol         | PD              | 5          | 0          | CU              | -               | -               | CL                 | 0                  | 0                  | -           | -           | -           | 5      | 0      |
| 2025            | Peñarol         | PD              | 7          | 1          | CU              | 0               | 0               | CL                 | 5                  | 0                  | SU          | 0           | 0           | 12     | 1      |
| Totale carriera | Totale carriera | Totale carriera | 17         | 1          |                 | 1               | 0               |                    | 6                  | 0                  |             | 0           | 0           | 24     | 0      |

## Palmarès

### Club

#### Competizioni nazionali
- Campionato uruguaiano: 1

Peñarol: 2024